# 龍虎巨人ゴーカイザー
『龍虎巨人ゴーカイザー』（りゅうこきょじんゴーカイザー）は、テレビアニメ『宇宙魔神ダイケンゴー』のヒットを受けて鳥プロが企画し、1979年から1980年にかけて雑誌やCM上で展開されたオリジナルロボットシリーズ。アニメ化には至らなかった。原作は同プロ所属の陶山智。

## 概要
ロボットのバリエーション展開として「メカ変身」という新機軸が導入された。製品パッケージの解説によると、変身ジェネレータや変身チューブなどを装備して武器や機能を変えられるシステムであり、漫画版での描写では、単一のロボットフレームの全身に装備された変身チューブから高速で流動プラスチックを射出して即座に外見や武装を変えることにより、龍、虎、巨人へ3種類の形態変化を同一ロボットに持たせている。戦闘状況により、形態を切り替える際に用いられる。
敵は地球侵略を目論む異星人・セクト星人とされ、用いるメカも含めて昆虫モチーフで統一されている。主人公側は少年3人に少女を加えた4人チームが設定され、初期の広告媒体に掲載された。少年3人のコスチュームがそれぞれ鳥（赤）・龍（緑）・虎（黄）のモチーフを胸に持つ。

## ゴーカイザー
設定身長は30メートル。光子力エンジンで稼働し、光速飛行が可能。前述のメカ変身により、以下3種の形態を持つ。なお、玩具上ではジャイアントのみならずすべての形態で剣とフェンサー（薙刀状の長物）が付属し、左手首に自動回転ギミックが搭載されていた。
ゴーカイジャイアント
ゴーカイザーの基本形態。兜に鳥のモチーフを戴く巨人型ロボット。陸、海、空はもとより、水中戦闘もできる万能型。ジャイアント剣とジャイアントフェンサーが武器。漫画版ではロケットパンチ技（ジャイアントハンマー）も披露した。
ゴーカイタイガー
ゴーカイザーの第二形態。頭部が虎型に変化、手足に爪、前腕に鋭利な刃が突出し、ボディーが黄に黒縞柄へ変色するが、体躯は人型のままである。陸上戦闘用でタイガーミサイルを発射し、タイガー・クロウの威力が高い。三日月状のフェンサーを持つ描写もある。漫画版では強力な磁気で変身を阻まれたこともあり、1エピソードのみの登場に終わった。
ゴーカイドラゴン
ゴーカイザーの第三形態。頭部が龍型に変化して他の形態には見られない尻尾が出現し、全身にツノ状のスパイクが生える。体色は濃緑。空中戦闘用で口から火を吹き、全身を回転させることによって竜巻を起こせるほか、空中を飛びながら爆弾を投下する。玩具では剣の代わりにドラゴンショットという鉄球を装備するが、漫画版での同武器は如意珠爆弾と呼ばれる。また、漫画版ではスピードに優れる描写があり、ジャイアントでは対応しづらい局面でたびたび重宝された。
プレーン
玩具上において、ゴーカイザー各形態の背面ランチャーに装着される双発機。ジャイアントプレーン、タイガープレーン、ドラゴンプレーンの3機種があり、形状も異なる。これらがゴーカイザー同様の変身による同一機なのか別物なのかは不明。漫画版では登場しない。

## 玩具展開
ロボット玩具はタカトクトイスからリリースされた。「ジャイアント」「タイガー」「ドラゴン」の合金（大）、ミニ合金（小）、ソフビが1980年初頭より展開され、「ゴー ゴー ゴーカイドラゴン ゴーカイザー ゴーカイザー ゴーカイザー」と3種類個別のCMがテレビ放送された。また、ゴーカイザー3体が入ったデラックスセットにはセクト星人の昆虫メカ・クワガタンダーのソフビが付属する。メカ変身設定を生かした交換仕様の商品は発売されなかった。

## 漫画版
今道英治により、「てれびくん」1979年12月号から1980年9月号まで連載された。全10回。予告キャッチは「合体ロボットの時代は終わった。ついに変身ロボット誕生！」。公式同様、セクト星人との戦いが描かれる。20XX年、ゴーカイザーは日本惑星探査研究所の管理下に置かれていたが、セクト星人に襲撃されて研究所は壊滅し、所員の遺児たちにゴーカイザーが託される。
大河たける
主人公。日本惑星探査研究所・所長の息子。公式画の赤コスチューム（胸に鳥エンブレム）に相当する。ゴーカイジャイアントのみならず全形態のメイン操縦を担当する。
里見犬丸
日本惑星探査研究所・所員の遺児。公式画の緑コスチューム（胸に龍エンブレム）に相当する。ゴーカイザーのサブパイロットとして変身タイミングを的確に指示する。
大熊ゴン太
街でたけるに救われた少年。公式画の黄コスチューム（胸に虎エンブレム）に相当する。たけると犬丸の不在時に不慣れながらもゴーカイザーを操縦した。
飛鳥ルミ
チームの紅一点。兄が日本惑星探査研究所でゴーカイザー担当の技師長だった。
アリザベス女王
セクト星人軍団を束ねる女王。大型宇宙船「アリヅカ要塞」で地球圏に襲来し、人類の奴隷化や他生物の食料化を掲げる。当初は拠点を月面に置いていたが、ゴーカイザーの強襲を受けて地球に降下し、アマゾン流域にてピラニアメカやワニメカを生産して迎え撃つ。